# Rembo Nkomi
Rembo Nkomi är ett vattendrag i Gabon som bildas genom sammanflödet av Niembé och Obangé och mynnar i Lagune Nkomi. Det rinner genom provinsen Ogooué-Maritime, i den västra delen av landet, 230 km söder om huvudstaden Libreville.